# Vondur
Vondur (islandsky špatný) byla švédská blackmetalová kapela založená roku 1993 multiinstrumentalistou Tony Särkkou známým pod přezdívkou It, který začal posléze spolupracovat se zpěvákem Jimem Bergerem (vulgo All).
Debutní studiové album s názvem Striðsyfirlýsing vyšlo v roce 1996 a všechny jeho názvy jsou v islandštině (Striðsyfirlýsing znamená vyhlášení války). V roce 1998 vyšlo EP The Galactic Rock'n'Roll Empire s coververzemi od kapel Bathory, Judas Priest, Mötley Crüe a od interpreta Elvise Presleyho, dvěma novými skladbami a znovu nahranou písní Dreptu allur z alba Striðsyfirlýsing a nově pojmenovanou anglicky Kill Everyone (v překladu zabij každého).

## Logo
Název Vondur je vyveden gotickým písmem charakteristickým pro black metalové kapely. Písmena V a R jsou pojata jako iniciály.

## Diskografie

### Dema
- Uppruni vonsku (1994)

### Studiová alba
- Striðsyfirlýsing (1996)

### EP
- The Galactic Rock'n'Roll Empire (1998)

### Kompilace
- No Compromise (2011)